# Elecciones al Parlamento de Baden-Württemberg de 2011
Las Elecciones al Parlamento de Baden-Württemberg de 2011 se realizaron el 27 de marzo de 2011, la participación fue del 66.3%.

## Resultados
Los resultados fueron:
| Partido | Partido                               | Votos     | Porcentaje de votos (cambio) | Porcentaje de votos (cambio) | Escaños (cambio) | Escaños (cambio) | Variación de escaños (%) |
| ------- | ------------------------------------- | --------- | ---------------------------- | ---------------------------- | ---------------- | ---------------- | ------------------------ |
|         | Unión Demócrata Cristiana (CDU)       | 1.943.912 | 39.00                        | -5.15                        | 60               | -9               | -13                      |
|         | Alianza 90/Los Verdes (Die Grünen)    | 1.206.182 | 24.21                        | +12.52                       | 36               | +19              | +111.8                   |
|         | Partido Socialdemócrata (SPD)         | 1.152.594 | 23.13                        | -2.02                        | 35               | -3               | -7.9                     |
|         | Partido Democrático Liberal (FDP/DVP) | 262.784   | 5.27                         | -5.38                        | 7                | -8               | -53.3                    |
|         | Die Linke                             | 139.700   | 2.80                         | -0.27                        |                  |                  |                          |
|         | Partido Pirata (Piraten)              | 103.618   | 2.08                         | +2.08                        |                  |                  |                          |
|         | Die Republikaner (REP)                | 56.723    | 1.14                         | -1.39                        |                  |                  |                          |
|         | Otros partidos                        | 231.676   | 2.32                         |                              |                  |                  |                          |
|         | Candidatos independientes             | 2.368     | 0.05                         |                              |                  |                  |                          |
| Total   | Total                                 | Total     | 100.0%                       |                              | 138              |                  |                          |

## Post-elección
Debido al gran aumento de escaños de Los Verdes, estos pudieron presidir un gobierno estatal por primera vez, aliándose con el SPD. El ministro-presidente electo fue Winfried Kretschmann.